# Вахлово
Ва́хлово — ныне покинутая деревня Сургутского района (по некоторым сведениям — Нижневартовского района) Остяко-Вогульского национального округа (с 23 октября 1940 года — Ханты-Мансийского автономного округа). Примерно в 1970-х (60-х) годах деревня стала покинутой. Напротив деревни, через реку, находилось кладбище.

## Этимология
Название деревни было дано в честь её основателя — Дмитрия (Димитрия) Ивановича (Иоанновича) Вахлова, купца, получившего хорошее образование и искусно знающего многие ремесла (токарничал, ковал различную утварь, расписывал иконы и церкви).

## История
Рассказывая историю жизни П. С. Бахлыкова в книге «Подвижник из Угута», автор также даёт полезные сведения о его месте рождения — деревне Вахлово (Вахловой).
Считается, что её основал дед, Дмитрий Иванович. Мастер — золотые руки. Натурфилософ, волею судьбы объявившийся в Югре из дальневосточного Благовещенска в Приамурье. Говорят, что Вахлова сгинула с лица земли в 60-е годы, когда советская власть повела линию на укрупнение сел, посчитав и бахлыковскую отчизну малоперспективной. Вот и многие вахловцы подались в другие места за лучшей долей. Тем более что нефтяникам нужны были рабочие руки.Дмитриев М.В., Подвижник из Угута, 2000 год
Из следующего за верхним абзаца становится понятно, что несмотря на обжитость территории людьми, школа в деревне отсутствовала:
Детство подвижника пришлось на тяжелые военные и послевоенные годы. Закончить смог лишь начальную школу (4 класса) в соседнем поселке Погорельск, ибо в Вахловой не было учебного заведения

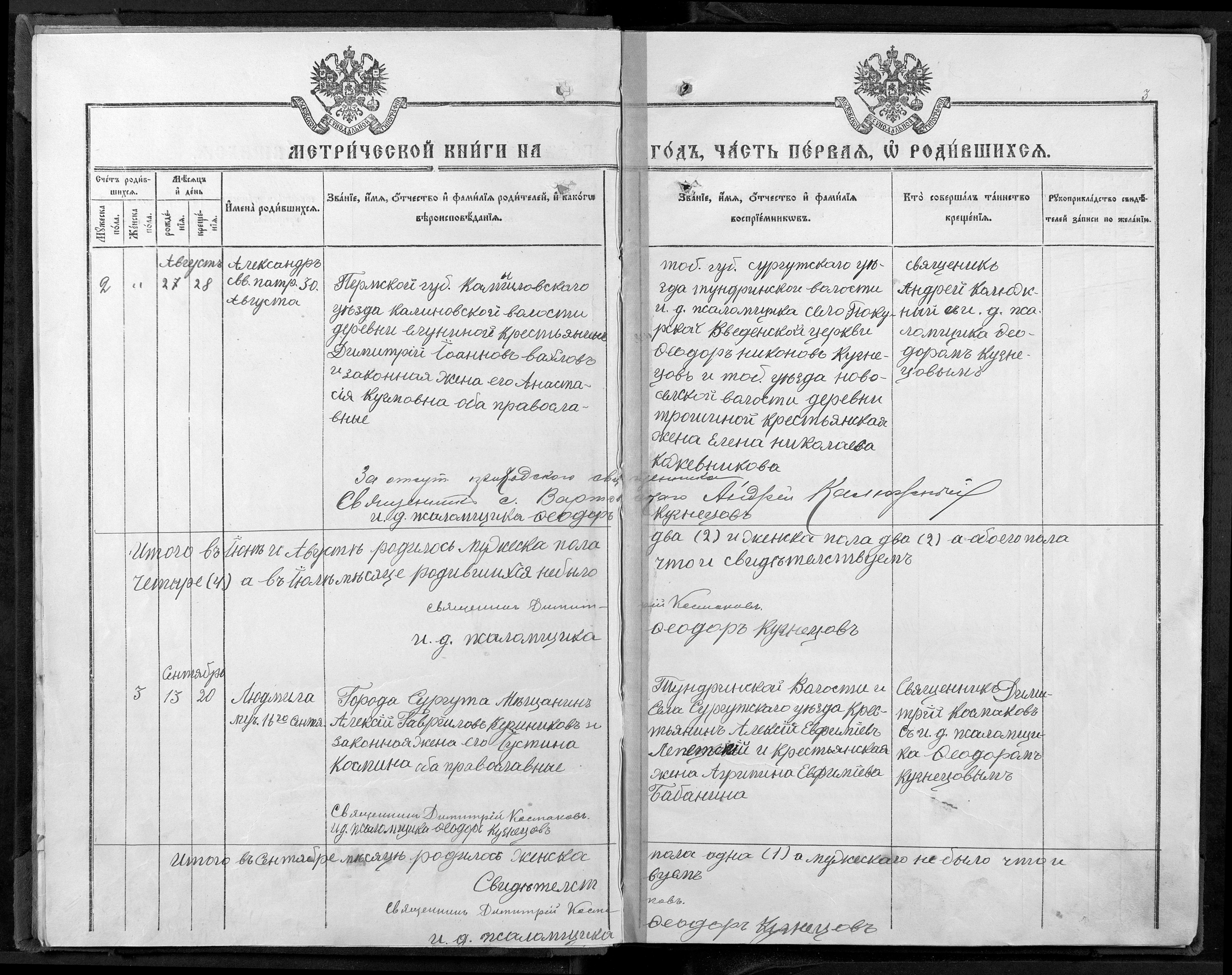
Страница метрической книги о родившихся (Покурская церковь Сургутского уезда Тобольской духовной Консистории 1914—1919

Большой приток населения людей сюда начался после прихода (1902) в эти места и постепенного их облагораживания Дмитрием Вахловым совместно со своими детьми (от младших к старшим): Евдокией, Пелагеей, Иваном, Григорием и женой своей Анастасией Кузмичниной. Обосновавшись на новом месте, несмотря на незначительное количество людей, ими была построена кузница и деревянная церковь. Из-за благоприятных условий для ведения хозяйства в деревню стали приезжать и селится люди, так и образовалась деревня, дворов на шестнадцать и почти в каждом доме семья не меньше пяти детей, и каждый хозяин при этом имел по лошади, корове и овце. По рассказам очевидцев, в Вахлово находилась деревянная церковь небольших размеров, возведенная при участии самого Д. И. Вахлова. После установления в стране советской власти деревянная церквушка была сожжена в 1920-1921 гг. по причине чего скоропостижно скончался и сам Дмитрий Вахлов.

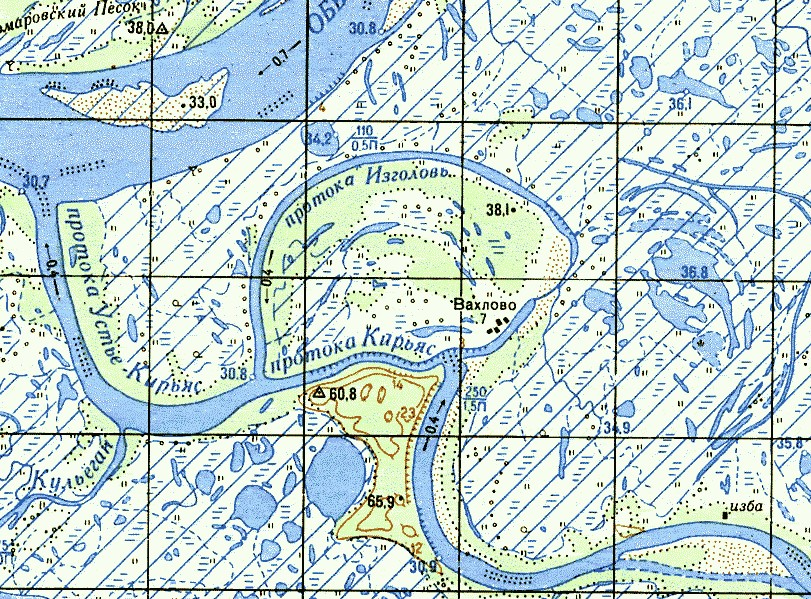
Деревня Вахлово на карте Нижневартовского района 1979-й год

Основным занятием жителей этого места было рыболовство, а в связи с тем, что деревня была выстроена на территории острова, окруженного со всех сторон водой, то ещё одним основополагающим занятием стало животноводство: держали домашний скот, преимущественно, овец и коров, лошадей. Рыболовством занимались и зимой, и летом — ставили сети на рыбу и после улов отвозили сдавать на рыбзавод, в село Покур, меняя рыбу в обмен на муку, сахар, соль и другие нужные в хозяйстве вещи; также вахловцы вели торговлю с местными населением — ханты и манси, главным товаром обмена со стороны которого служила высоко ценившаяся своим качеством пушнина, мясо и шкуры диких животных (бурый медведь, лось, соболь, лисица и т. д.). Выращивали картофель в полях и на огородах, как неприхотливую и хорошо произрастающую культуру.Создание рыбартели тесно связано с историей самой деревни, за счет одного из преобладающих видов промысла в этих богатой рыбой местах. Примерно в 1933 году единоличники организовали колхоз.
В 1941 году было половодье, вследствие чего деревню затопило. Вместе с деревней затопило и огороды из-за чего деревня осталась без урожая на зиму. Привязывали дома, чтобы их не унесло от сильного течения реки. Вода ушла в июне того же года. 

### Великая Отечественная Война(1939-1945)

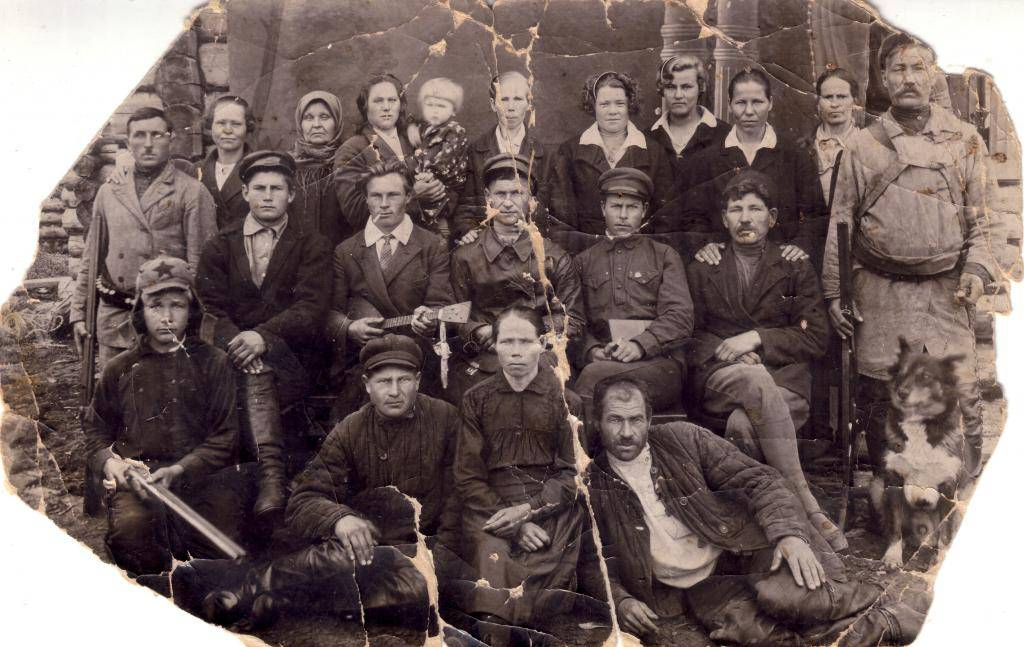
Фотография с мобилизованными жителями деревни Вахлово. Председатель рыбартели имени Свердлова Иван Дмитриевич Вахлов(в центре и в полевой фуражке), колхозники Иван Филиппович Шумилов и Владимир Яковлевич Кондряков(посередине слева и в полевой фуражке)

Не обошла стороной деревню и Великая Отечественная Война. Из рассказов очевидцев тех событий, а также благодаря представленному описанию в романе Петра Бахлыкова «Медвежья падь», 
написанного при помощи сведений и уточнений односельчан и старожил местности, первый призыв был многочисленный. Забрали всех мужчин и взрослых парней. Людей увозили на катере в сельсовет, находящийся в Покуре, а дальше везли на пароходе. Изначально председателем рыбартели имени Свердлова в Вахлово был Вахлов Иван Дмитриевич, следующим председателем стал Пуртов Дмитрий Иосифович, в связи с пропажей первого без вести в августе 1942 года на фронте.

Несмотря на продолжающуюся войну, с 1-го января 1942 начал работать интернат для приезжих учеников. Ввиду отсутствия мужчин, ушедших на фронт, работы в колхозе прибавилось и работать приходилось детям и женщинам. В варовую пору (убывание воды) , когда рыба плывет на зимовку, реку закрывали, называется вар — мережа. Во время сенокоса косить на одной машине не успевали, брали косы и косили руками, когда сено было сырое. Осенью убирали картошку с полей в холод и приближающийся мороз, из-за затянувшихся покосов. Известия об окончании войны жители встретили радостно. Слова одной из жительниц деревни:
„Мы ещё не знали, что война кончилась. Сдали рыбу на плашкоут, а там был приемник на батарейках. Они включили музыку и говорят, что война закончилась. Сколь было радости у всех, пели и плясали прямо на плашкоуте! Приехали домой все веселые.“

### Послевоенное время
После окончания войны, стране нужна была древесина и молодежь посылали на заготовки со всего Сургутского района, со всех поселков валить и возить лес. Многие уезжали в ближайшие города со своими семьями, оставляя непосильный деревенский образ жизни. Так, постепенно население деревни начало уменьшатся и с каждым годом естественный прирост приближался к нулю. На данный момент деревня является заброшенной.